# Jag är nyfiken – en film i gult
Jag är nyfiken – en film i gult (populärt kallad Jag är nyfiken – gul eller Jag är nyfiken gul) är en svensk samhällskritisk film med erotiska inslag från 1967 i regi av Vilgot Sjöman. Filmen är ena delen i en serie där den andra filmen var Jag är nyfiken – en film i blått som kom året därpå och som spelades in samtidigt. Med dessa båda filmer tänjde Vilgot Sjöman på gränserna för vad som då kunde visas på film. Filmen var mycket politisk och granskade det samtida svenska samhället ur ett kritiskt vänsterperspektiv.

## Handlingen

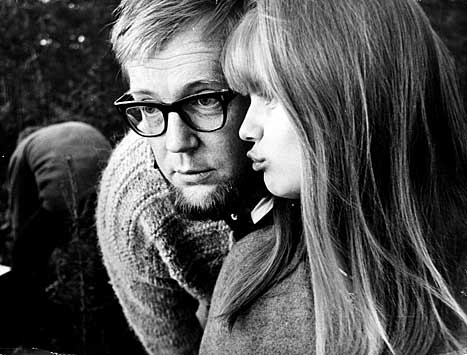
Regissör Vilgot Sjöman tillsammans med Lena Nyman som spelar huvudrollen.

Teatereleven Lena som bor tillsammans med sin far i en etta på Birger Jarlsgatan i Stockholm drivs av ett brinnande socialt patos och ett behov av att förstå världen, människor och relationer. Sitt lilla rum har hon fyllt som ett kartotek med lådor fulla av information, tidningsklipp och inspelade band. På väggarna hänger bilder från koncentrationsläger och ett porträtt av Franco. Hon går omkring på stan och intervjuar människor om allt möjligt, pengar, sex, religion och politik. Relationen till hennes far, som under en mycket kort period åkte ner till Spanien för att slåss mot Franco, är problematisk bland annat eftersom han dricker. Genom sin far träffar hon den snygge Börje som jobbar på herrekipering och som röstar på Högerpartiet. De inleder en kärleksrelation men snart visar det sig att Börje redan har en annan kvinna, Marie, och en liten dotter. Lena blir förbannad och ger sig ut på landet på cykelsemester. I en stuga ute i skogen i trakten av Rumskulla försöker hon leva asketiskt, meditera och utföra yoga. Börje letar upp henne och kommer farande i sin nya bil. En sexakt urartar och de börjar bråka och slåss. På morgonen sticker Börje och Lena fantiserar om hur hon surrar fast alla sina tidigare 23 älskare vid ett träd, skjuter Börje med ett gevär och skär penisen av honom. På cykeln hem skildras ett tänkt samtal mellan Lena och Martin Luther King där hon ber om ursäkt för att hon inte klarar av att vara en icke-våldsförespråkare. Väl hemma löses historien upp mer och mer i och med att filmteamet och Vilgot Sjöman själv får en större roll i filmen som regissören som är svartsjuk på Börjes och Lenas förhållande.
Insprängt i denna ramberättelse förekommer flera demonstrationsscener och olika aktioner gentemot ambassader och liknande. Filmen innehåller också scener där man får se och höra hur det genomförs en lagförändring med innebörden att Sverige som första land i världen ska införa ett icke-våldsförsvar. Vilgot Sjöman intervjuar också den ryske författaren Jevgenij Jevtusjenko och dåvarande kommunikationsministern Olof Palme som talar om klassamhället.

## Om filmen

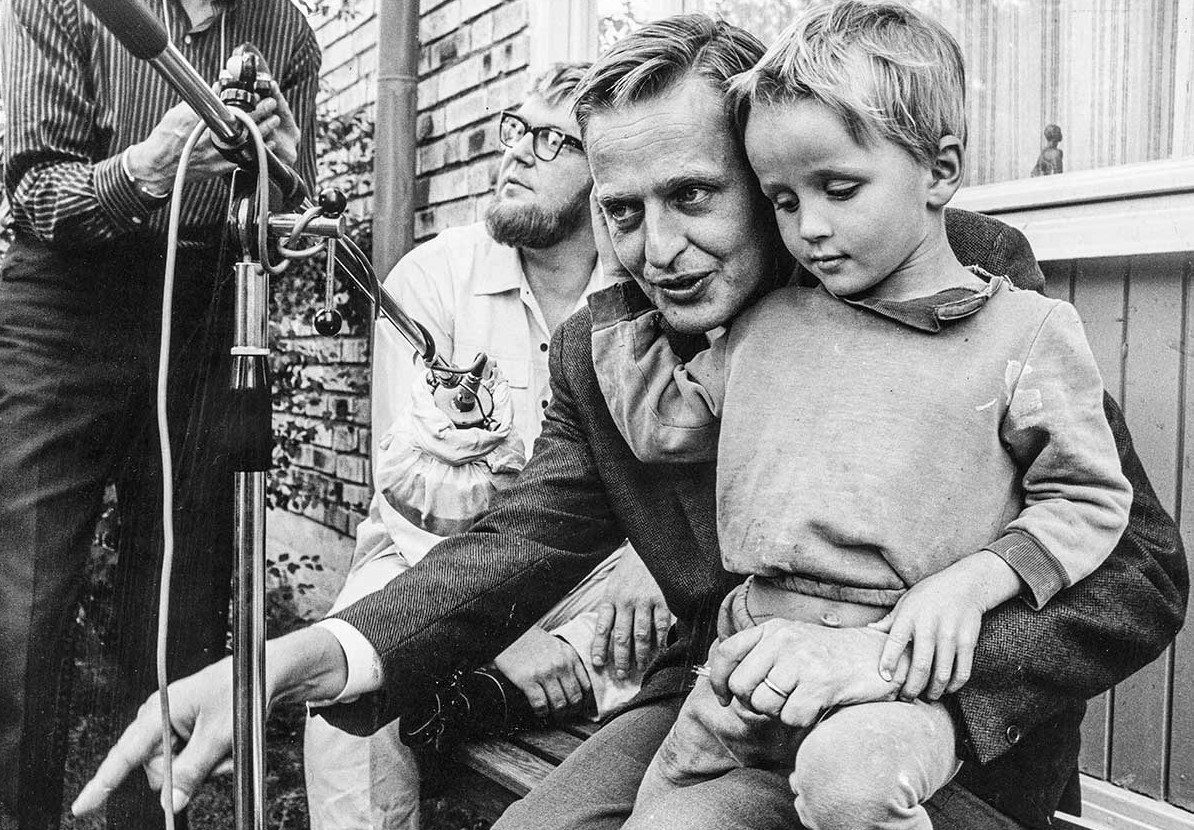
Vilgot Sjöman besöker radhuset i Vällingby 1967 för en intervju om klassamhället med Olof Palme till filmen “Jag är nyfiken – gul”. Sonen Mårten tar plats i knäet.

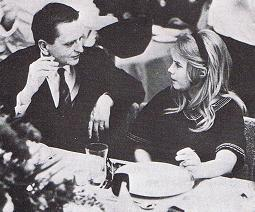
Olof Palme och Lena Nyman vid Guldbaggegalan 1968.

Filmen har kommit att bli synonym med 1960-talets vänsterideal och sexliberalism och det är främst nakenscenerna mellan Lena Nyman och Börje Ahlstedt som blivit mest ihågkomna och som på sin tid var mest kontroversiella och ”skandalomsusade”. Många har dock menat att det var just blandningen av nakenheten, de rättframt skildrade sexscenerna och de starka politiska ställningstagandena som var så kontroversiella och inte nakenheten i sig. De starka reaktionerna blev i varje fall en tydlig illustration av dåtidens tabun. Lena Nyman blev exempelvis i det närmaste trakasserad av bland annat media efter att filmen hade haft premiär. 
Filmen gjorde Sjöman internationellt känd. I USA, där den fick titeln I Am Curious (Yellow), kom den amerikanske distributören att använda sig av filmen i kampen mot den amerikanska filmcensuren. Norman Mailer ska ha konstaterat att det var ”en av de viktigaste filmer jag har sett i hela mitt liv”. 
Samtidigt som Vilgot Sjöman spelade in filmerna skrev han boken Jag var Nyfiken - Dagbok med mig själv där han bland annat skrev så här angående de första tankarna kring filmen:
| ” | … Jag ska göra något roligt, rörligt, med ungdomar i. Nånting med Lena Nyman. | „ |
| – |                                                                               |   |

Filmen är en blandning av spelfilm, reportage, dokumentära intervjuer med bland annat Spanienresenärer och Olof Palme, inklippta historiska sekvenser ur andra film- och tv-produktioner, dokumentära sekvenser på olika aktioner i Stockholms stad som ibland spelades in med dold kamera, blandat med filmsekvenser med metanivåer där filmteamet och Vilgot Sjöman blir en del av historien och Lena plötsligt blir skådespelaren Lena.
Lena Nyman vann en guldbagge för bästa kvinnliga huvudroll för sin roll i filmen 1968.

## Rollista (i urval)
- Lena Nyman – Lena, teaterelev
- Börje Ahlstedt – Börje, hennes pojkvän/kronprins Carl Gustaf
- Vilgot Sjöman – Vilgot Sjöman, regissör
- Peter Lindgren – Rune, Lenas pappa
- Chris Wahlström – Runes kvinna
- Marie Göranzon – Marie, Börjes fru
- Magnus Nilsson – Magnus, Lenas vän
- Ulla Lyttkens – Ulla, Lenas väninna
- Anders Ek – övningsledare i icke-våldsförsvar
- Martin Luther King – Martin Luther King, medborgarrättskämpe
- Jevgenij Jevtusjenko – Jevgenij Jevtusjenko, rysk poet
- Bo Holmström – reporter
- Holger Löwenadler – kungen Gustaf VI Adolf
- Bertil Norström – Evert Svensson, verkmästare
- Olof Palme – Olof Palme, kommunikationsminister
- Öllegård Wellton – tolk
- Ewonne Winblad – tv-ankare
- Sven Wollter – kapten
- Gunnar Ernblad – röst till blandade statister
- Harry Belafonte

## Distribution
Filmen gavs ut på DVD 2008.

## Kulturell betydelse
Filmen har haft stort inflytande inom film, tv och musik, liksom på samhällsdebatten, inte minst i sexualpolitiska frågor. Även på senare år har det anspelats på filmen i en del tv-serier och i populärmusiken.
Exempel (i datumordning) på detta är:
- Serietidningen Superman's Girl Friend Lois Lane #106 (1970), avsnittet ”I Am Curious (Black)!”
- Get Smart, avsnittet ”I Am Curiously Yellow” (1970)
- Par i brott, avsnittet ”I Am Curious... Maddie” (1987)
- The Falls album, I Am Kurious Oranj (1988)
- Melrose Place, avsnittet ”I Am Curious, Melrose” (1994)
- The Simpsons, avsnittet ”I Am Furious (Yellow)” (2002)
- Ed, Edd & Eddy, avsnittet ”I Am Curious Ed” (2005)